# Discosporium tremuloides
Discosporium tremuloides är en svampart som först beskrevs av Ellis & Everh., och fick sitt nu gällande namn av B. Sutton 1980. Discosporium tremuloides ingår i släktet Discosporium, divisionen sporsäcksvampar och riket svampar.   Inga underarter finns listade i Catalogue of Life.